# Saint-Denis-en-Margeride
Saint-Denis-en-Margeride är en kommun i departementet Lozère i regionen Occitanien i södra Frankrike. Kommunen ligger i kantonen Saint-Amans som tillhör arrondissementet Mende. År 2022 hade Saint-Denis-en-Margeride 142 invånare.

## Befolkningsutveckling
Antalet invånare i kommunen Saint-Denis-en-Margeride
| Referens: INSEE |